# El Tanque
El Tanque je jednou z 31 obcí na španělském ostrově Tenerife. Nachází se na západě ostrova, sousedí s municipalitami Los Silos, Garachico, Santiago del Teide. Její rozloha je 23,65 km², v roce 2019 měla obec 2 763 obyvatel. Je součástí comarcy Daute/Teno. Jedná se o jednu ze 3 obcí na ostrově, které neleží na pobřeží. Na části území obce se rozkládá chráněná oblast Parque rural de Teno.